# Köthen (Anhalt)
Köthen, formellt Köthen (Anhalt), är en stad i centrala Tyskland, belägen omkring 30 kilometer norr om Halle i förbundslandet Sachsen-Anhalt. Köthen är huvudort i distriktet (Landkreis) Anhalt-Bitterfeld.
Staden kallar sig i turist- och marknadsföringssammanhang även Bachstadt Köthen (Anhalt), med anledning av den berömde kompositören Johann Sebastian Bachs tid i Köthen.

## Geografi
Staden ligger omkring 50 km söder om delstatshuvudstaden Magdeburg och 30 km norr om Halle (Saale). Närmaste större stad är Dessau-Rosslau, 20 km åt nordost. Genom de norra stadsdelarna rinner ån Ziethe. Det låglänta landskapet omkring staden är bördigt och till stor del uppodlat. Eftersom staden ligger i regnskuggan från bergsområdet Harz har den relativt låg årsnederbörd, i genomsnitt 496 mm.

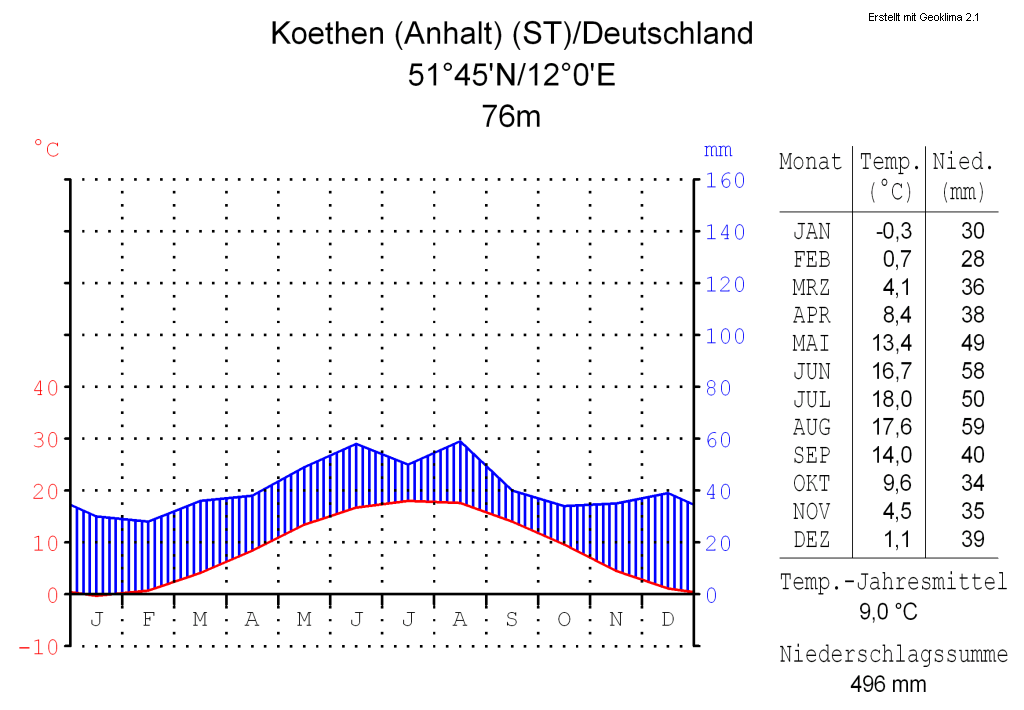
Klimatdiagram

### Administrativ indelning
Till Köthens stadskommun hör följande orter, som är administrativa stadsdelar i staden:
- Köthens stadskärna
- Arensdorf
- Baasdorf
- Dohndorf
- Gahrendorf
- Hohsdorf
- Löbnitz an der Linde
- Merzien
- Wülknitz
- Zehringen

## Historia

### Tidig historia
På Köthens slott förvaras en omkring 250 000 år gammal stenyxa som hittats i området. Arkeologiska fynd tyder på att platsen varit relativt tätbefolkad och uppodlad redan 3000 f.Kr. Mellan omkring år 180 och år 450 bodde de germanska stammarna Hermundurerna och Semnonerna i trakten. Omkring år 500 flyttade slaviska stammar till området och uppförde befästningar. Den slaviska kungaborgen i Cösitz söder om Köthen intogs 839 av karolingerna.
Under 1000-talet blev huset Askanien länsherrar i trakten. Under många år samexisterade en slaviskspråkig och tyskspråkig befolkning i området, och fram till 1293 användes sorbiska som språk i domstolsförhandlingar.

### Medeltida stadsbildning
Orten har funnits åtminstone sedan 1100-talet, och omnämns i skrift första gången 1115 som en plats där den askaniske hertigen Otto den rike av Ballenstedt slog tillbaka en plundrande slavisk här. Ortnamnet tros komma från ordet "Kotte", som syftar på ett torp. Från 1160 präglades mynt i staden, bland annat denarer och de så kallade Bernhards-brakteaterna.
År 1295 valde fursten Albrekt I av Anhalt Köthen som sin residensstad. År 1313 omnämns Köthen för första gången som stad. Den första Sankt Jakobskyrkan i romansk stil omnämns första gången 1330, och ersattes av den nuvarande gotiska stadskyrkan omkring år 1400.
År 1445 förklarades staden laglös av kejsaren Fredrik III, vilket varade i 20 år innan upphävningen. Den exakta anledningen är idag oklar men skall troligen röra sig om ett brott begånget av en Conrad från Radegast. Staden härjades av pesten 1450, 1598, 1636 och 1681–1683.

### Nya tiden och reformationen
Fursten Wolfgang av Anhalt-Köthen blev 1525 i Köthen den andra regenten att införa den lutherska reformationen i Tyskland. Staden ockuperades av katolska kejserliga trupper 1547 och såldes till borggreven av Meissen, Henrik IV av Plauen, som därefter sålde tillbaka staden till askanierna och fursten Joakim Ernst av Anhalt. 1547 brann också stadens gamla medeltida borg ned.
Åren 1603–1847 var Köthen residensstad för furstarna (hertigarna från 1807) i Anhalt-Köthen. Omkring början av 1600-talet uppfördes stadens renässansslott av Ludvig I av Anhalt-Köthen, efter italiensk förebild. Ludvig I grundade även det Fruktbringande sällskapet, den första akademien för det tyska språket, 1617. Akademien fungerade även som ett informellt nätverk för tyska adliga och diplomater, och till dess medlemmar hörde bland andra Axel Oxenstierna.
År 1626 belägrades staden i 22 veckor av kejserliga trupper. 

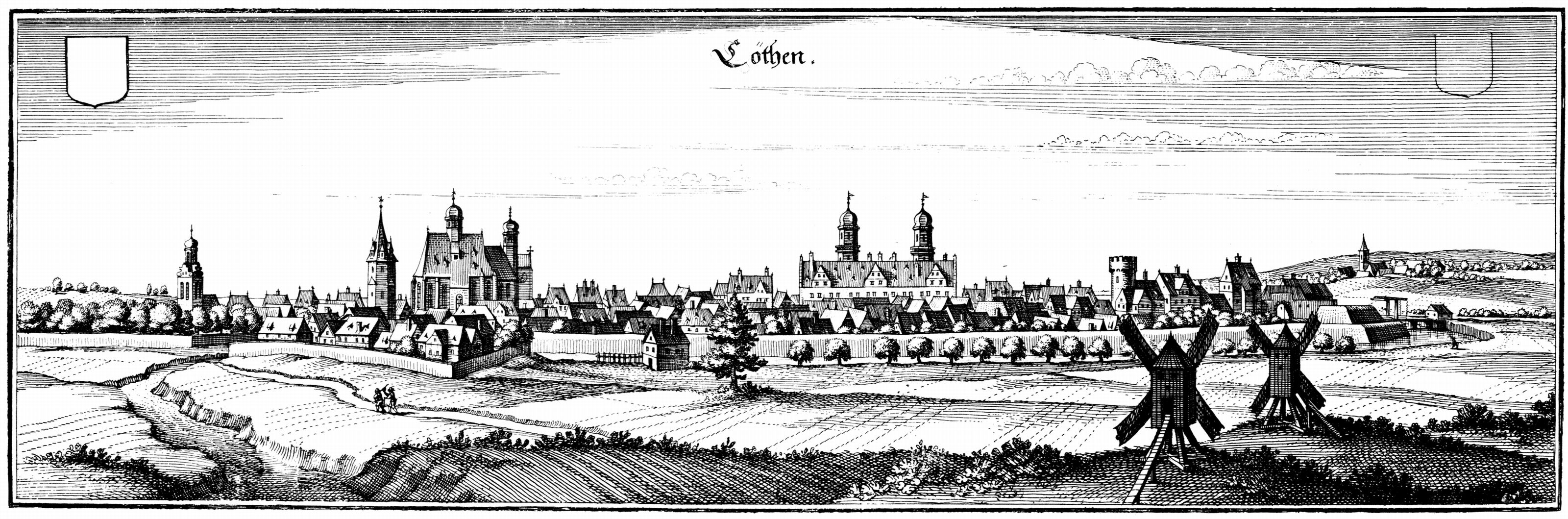
Köthen omkring år 1650. Kopparstick av Matthäus Merian den äldre.

Det sista omnämnandet av vinodling i trakten omkring Köthen är från år 1671.
Fursten Leopold av Anhalt-Köthen tillträdde 1716 och anlitade 1717 Johann Sebastian Bach som hovkapellmästare. Bach arbetade i staden under åren 1717–1723 vilket var en av hans mest produktiva perioder, och här komponerade han bland annat Brandenburgkonserterna och första delen av Das wohltemperierte Klavier. Det nyuppförda huset i barockstil där Bach bodde under de sista åren i Köthen i kallas idag för Bachhaus. Bach höll nära kontakt med hovet i Köthen även efter sin flytt till Leipzig och förblev vän med fursten under återstoden av livet.
1747 infördes gatubelysning i staden och 1769 utkom stadens första tidning. 1806 blev staden del av hertigdömet Anhalt-Köthen. Homeopaten Samuel Hahnemann verkade 1821–1834 i staden och författade många av sina arbeten där.

### Industrialiseringen
Köthen var en av de första städerna i Tyskland att få järnvägsanslutning. I början av 1840-talet blev staden under en tid en viktig järnvägsknut, då linjen mellan Halle (Saale) och Magdeburg här mötte Anhalter Bahn från Berlin. I takt med att andra direktförbindelser mellan dessa städer öppnades minskade dock stadens betydelse för järnvägen.
Hertigen Henrik av Anhalt-Köthen dog barnlös 1847 och Köthen tillföll därefter Anhalt-Bernburg.

### 1900-talet
Köthen var under 1930-talet ett starkt fäste för NSDAP. Synagogan brändes ned 1938 och revs därefter. 1942 deporterades stadens kvarvarande judar till Theresienstadt. Staden intogs 14 april 1945 av amerikanska trupper och överlämnades senare samma år till sovjetisk ockupation. 
Under åren 1952 till 1990 var staden huvudort i Kreis Köthen i Östtyskland. Sedan 1967 anordnas vartannat år en Bachfestival i staden.

### Sedan Tysklands återförening 1990
År 1998 ändrades stadens officiella namn från Köthen (Anh.) till Köthen (Anhalt), utan förkortning. Sedan Tysklands återförening har staden haft höga arbetslöshetstal. I juli 2007 blev staden huvudort i den nybildade Landkreis Anhalt-Bitterfeld. 2008 invigdes stadens nya konserthall i anslutning till slottet. 
Sedan 2013 är Köthen högkvarter för homeopaternas världsorganisation Liga Medicorum Homoeopathica Internationalis, med anledning av den historiska kopplingen till Samuel Hahnemann. I denna mening är Köthen därmed homeopatins världshuvudstad.

## Kända Köthenbor
- Karl Friedrich Abel, född 1723 i Köthen
- Kompositören Johann Sebastian Bach var hovkapellmästare i Köthen 1717–1723.
- Samuel Hahnemann, homeopatins grundare, verkade flera år i Köthen.